# Muno
Pour les articles homonymes, voir Muno (homonymie).
Muno est un village de Gaume, sis dans la vallée de l'Aulnois (affluent de la Chiers). Bordant la frontière française, il fait administrativement partie de la commune et ville de Florenville située en Région wallonne dans la province de Luxembourg (Belgique). C'était une commune à part entière avant la fusion des communes de 1977.

## Nature - Faune et flore
La forêt de Muno est une section de la forêt d’Ardenne, au nord du village. La rivière Aulnois, un affluent du Chiers, y prend sa source.
La réserve naturelle de la Roche à l'Appel. Réserve naturelle de 273 ha, créée en 1960, classée depuis le 16 mars 1965 et incluse dans une zone de protection spéciale pour les oiseaux sauvages Ardenne méridionale et Haute Sûre. La réserve présente un intérêt majeur sur le plan géologique et est centrée sur la Roche à l'Appel, amoncellement chaotique exceptionnel d'énormes blocs de poudingue de Fépin (Gédinnien). Par ailleurs, la tranchée de chemin de fer (désaffecté), au sud de la réserve, permet d'observer une coupe géologique célèbre dans le Gedinnien avec des intrusions de roches éruptives (kersantite). Le site présente également un grand intérêt pour ses forêts (chênaies-hêtraies à luzule blanche et canche flexueuse, résineux), ses ruisseaux et leur végétation palustre et les coléoptères qu'il renferme.
En juillet 2025, une colonie de chauves-souris rarissimes est découverte à Muno. La barbastelle d'Europe a été repérée par une équipe du Parc national de la Vallée de la Semois, assistée par des volontaires de Natagora.

## Démographie
- Source: INS recensements population

## Patrimoine
- L'église Saint-Martin, dédiée à Martin de Tours[5].
- L'ancien prieuré bénédictin. Les Bénédictins établirent à Muno, en 1053, un prieuré entouré d'ifs. Depuis son abandon par les moines, à la fin du XVIe siècle, l'édifice a reçu diverses destinations. On l'appelle le « Musneau »[6].
- La gare de Muno, aujourd'hui désaffectée, se trouve sur l'ancienne ligne 163A des chemins de fer belges allant de Bertrix à Carignan (France). La gare est précédée du viaduc de Muno, un des ouvrages d'art sur la plus spectaculaire ligne ferroviaire de l'Ardenne belge.

## Culture
L'écrivain Robert Burniaux, connu sous le nom de Jean Muno, emprunta son nom de plume à cette localité où il passait ses vacances, durant sa jeunesse. Jean Muno (1924-1988), entra à l'Académie royale de langue et de littérature françaises de Belgique en 1981 .

## Personnalités liées à la commune
- François Julien Braconnier, né le 21 Novembre 1887 à Muno, soldat du 13ème régiment de ligne. Tué le 14 octobre 1918, trois semaines avant l’armistice, sur le champ de bataille à Amersvelde – Handzame. Il est enterré sur place pour être exhumé après la guerre vers le cimetière communal de Muno[8],[9].
- Vital Hayon, habitant de Muno, prisonnier de guerre, déporté et mort au camp de concentration de Mauthausen le 22 février 1945[10]

## Pour compléter